# Seznam vítězů diamantové ligy ve vrhu koulí
Toto je seznam vítězů diamantové ligy ve vrhu koulí.

## Celkoví vítězové
| Muži                 | Muži               |
| -------------------- | ------------------ |
| Diamantová liga 2010 | Christian Cantwell |
| Diamantová liga 2011 | Dylan Armstrong    |
| Diamantová liga 2012 | Reese Hoffa        |
| Diamantová liga 2013 | Ryan Whiting       |
| Diamantová liga 2014 | Reese Hoffa        |
| Diamantová liga 2015 | Joe Kovacs         |
| Diamantová liga 2016 | Tomas Walsh        |
| Diamantová liga 2017 | Darrell Hill       |
| Diamantová liga 2018 | Tomas Walsh        |
| Diamantová liga 2019 | Tomas Walsh        |
| Diamantová liga 2020 | bez vítěze         |
| Diamantová liga 2021 | Ryan Crouser       |
| Diamantová liga 2022 | Joe Kovacs         |
| Diamantová liga 2023 | Joe Kovacs         |
| Diamantová liga 2024 | Leonardo Fabbri    |
| Diamantová liga 2025 | bude oznámeno      |

| Ženy                 | Ženy                   |
| -------------------- | ---------------------- |
| Diamantová liga 2010 | Nadzeja Astapčuková    |
| Diamantová liga 2011 | Valerie Adamsová       |
| Diamantová liga 2012 | Valerie Adamsová       |
| Diamantová liga 2013 | Valerie Adamsová       |
| Diamantová liga 2014 | Valerie Adamsová       |
| Diamantová liga 2015 | Christina Schwanitzová |
| Diamantová liga 2016 | Valerie Adamsová       |
| Diamantová liga 2017 | Kung Li-ťiao           |
| Diamantová liga 2018 | Kung Li-ťiao           |
| Diamantová liga 2019 | Kung Li-ťiao           |
| Diamantová liga 2020 | bez vítěze             |
| Diamantová liga 2021 | Magdalyn Ewenová       |
| Diamantová liga 2022 | Magdalyn Ewenová       |
| Diamantová liga 2023 | Magdalyn Ewenová       |
| Diamantová liga 2024 | Sarah Mittonová        |
| Diamantová liga 2025 | bude oznámeno          |